# Alexander Begle
Alexander Begle (* 20. Februar 1921 in Rankweil; † 1968) war ein österreichischer Fußballspieler und -funktionär.

## Karriere
Alexander Begle wurde am 20. Februar 1921 in Rankweil geboren und war bereits in jungen Jahren als Fußballspieler aktiv. Von 1935 bis 1937 spielte er in der Jugendmannschaft des FC Rankweil und danach von 1937 bis 1940 in deren erster Mannschaft. Nach dem Zweiten Weltkrieg war er noch von 1945 bis 1947 beim FC Rot-Weiß Rankweil als Spieler aktiv, ehe er seine Karriere als Aktiver beendete und sich vermehrt auf seine Arbeit als Funktionär konzentrierte. Bereits während seiner aktiven Zeit bei RW Rankweil war er von 1945 bis 1947 Pressereferent des Vereins, ehe er 1947 – anderen Quelle zufolge auch erst 1948 – Sekretär des Vorarlberger Fußballverbands (VFV) wurde und dessen Geschäftsstelle bis zu seinem Unfalltod im Jahre 1968 leitete. Des Weiteren war Begle ein Hauptausschussmitglied im Vorarlberger Sportverband, sowie ein Vorstandsmitglied des VFV. Außerdem war er ein Ausschussmitglied des Schiklub Rankweil.
Im Jahr 1968 starb Begle im Alter von 47 Jahren bei einem Verkehrsunfall.